# Jérôme Lalande

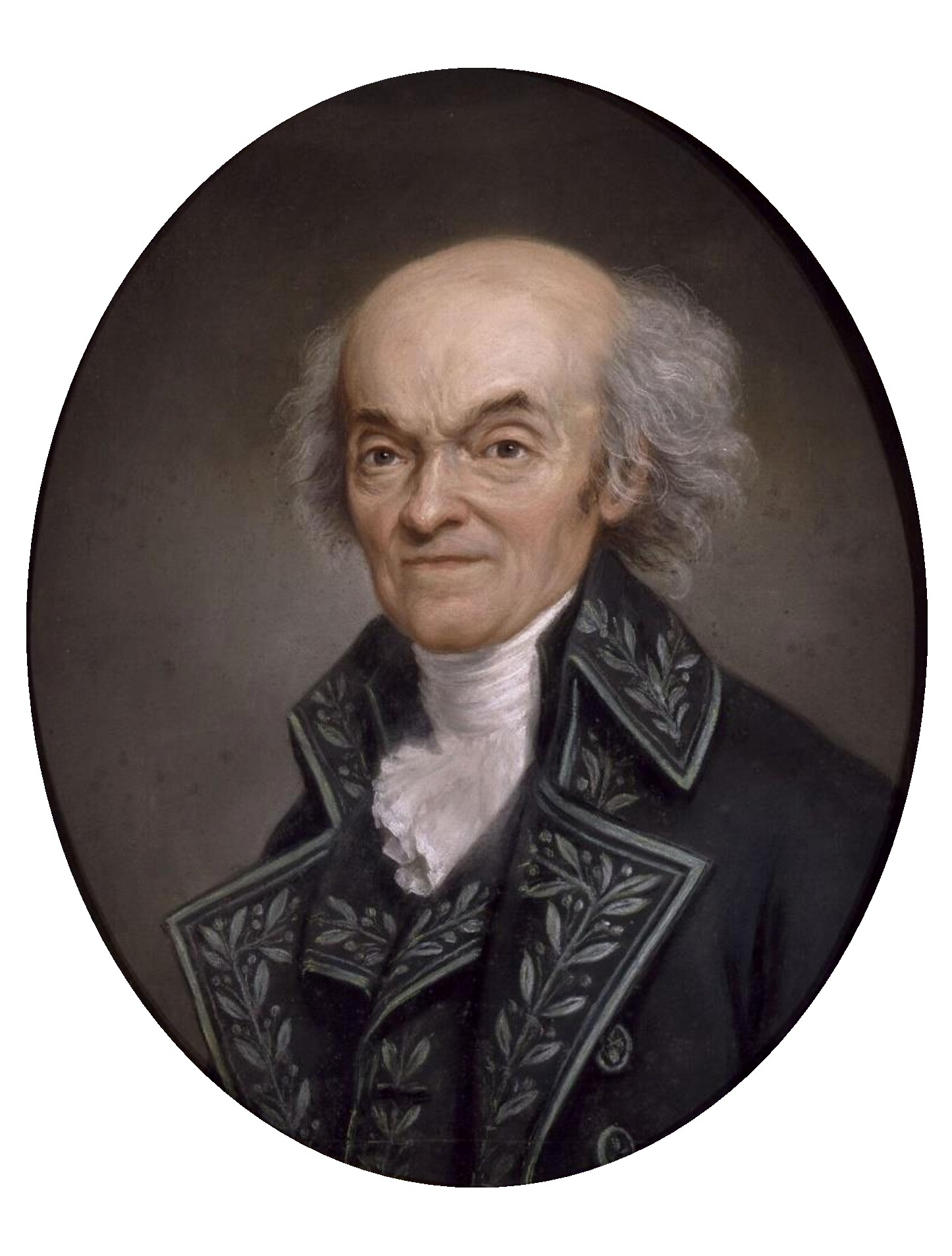
Joseph Jérôme Lefrançais de Lalande

Joseph Jérôme Lefrançais de Lalande (ur. 11 lipca 1732 r. w Bourg-en-Bresse, zm. 4 kwietnia 1807 r. w Paryżu) – francuski matematyk, astronom oraz pisarz, wolnomularz.

## Życiorys

### Nauka
Uczęszczał początkowo do szkoły średniej prowadzonej przez Jezuitów w Lyonie. Ukończył ją w 1748 r. i rodzice wysłali go do Paryża, aby tam studiował prawo. Zamieszkiwał w Cluny Hôtel, gdzie nawiązał kontakty z Josephem–Nicolasem Delisle’em, astronomem prowadzącym na dachu swoje obserwacje. Odtąd pasją Lalanda stała się astronomia, chociaż prawo jak najbardziej ukończył. Studiował jednak oprócz prawa także astronomię, matematykę oraz fizykę. W 1751 r. wrócił do rodzinnego Bourg-en-Bresse, gdzie próbował prowadzić praktykę prawniczą. Wciąż jednak utrzymywał osobiste kontakty z poznanymi wcześniej uczonymi, a i sam podjął w końcu badania naukowe.

### Astronomia
Wkrótce dzięki Le Monnierowi (poznanemu jeszcze u Delisle członkowi Francuskiej Akademii Nauk, jego nauczycielowi fizyki) wyjechał do Berlina, aby wykonać tam obserwacje zaćmienia Słońca przez Księżyc celem dokładnego wyznaczenia paralaksy Księżyca, a to dzięki temu, że w tym samym czasie Lacaille miał robić to samo na Przylądku Dobrej Nadziei. Wyniki obserwacji pozwoliły Lalandowi na bardzo dokładne (jak na swoje czasy) obliczenie odległości Księżyca od Ziemi. Ponadto udana obserwacja, zaliczona na konto dwudziestojednoletniego astronoma, otworzyła mu drzwi Berlińskiej Akademii Nauk – został jej członkiem korespondencyjnym. Lalande w Berlinie nawiązał kontakty z Pierre’em Louisem Maupertuisem oraz Leonhardem Eulerem, przedstawił też pracę Topografische Reduktion o pomiarach niwelacyjnych terenu.

### Sukcesy
Niespodziewane uznanie pozwoliło mu zostać w 1753 r. adiunktem astronomii Francuskiej Akademii Nauk. W 1755 r. założył Société d'émulation de l'Ain. 4 marca 1761 roku został członkiem l'Académie des sciences, belles-lettres et arts w Rouen. Jednak jego głównym zajęciem stały się obliczenia astronomiczne i przeliczanie tablic ruchu planet. W 1759 r. wraz z Alexisem Clairautem oraz z Nichole-Reine Lepaute wykazali, że komety z lat 1531, 1607 i 1682 były kometą Halleya. Znacznie też poprawili przewidywalność jej położenia – dzięki nowym obliczeniom korygującym pierwotne, poczynione przez Halleya.
W ramach przyjacielskiej przysługi Delisle zrzekł się w 1762 r. swej profesury w Collège de France na korzyść Lalanda, który pełnił tę funkcję przez następne 46 lat. Jego dom w tym czasie stał się ośrodkiem obliczeń astronomicznych i astronomiczną szkołą. Studenci i hobbyści amatorzy pomagali w prowadzonych tam obliczeniach (bez współczesnych urządzeń elektronicznych obliczenia jednej wartości trwały często kilka miesięcy, 40 lat po Lalandzie Heinrich Olbers opracował nieco szybsze metody obliczania parametrów orbit komet). Wśród jego uczniów byli między innymi: Jean Baptiste Delambre, Giuseppe Piazzi oraz Pierre Méchain. Dużą pomocą służyli mu: jego własny siostrzeniec Michel Lefrançois Lalande (1766-1839), początkowo uczeń, a później samodzielny astronom oraz jego żona Maria. Dzięki wieloosobowej pomocy publikowane wyniki obliczeń długo nie miały sobie równych. Jednak z powodu dość trudnego charakteru Lalande nie z każdym umiał współpracować. Z tego powodu miał też wielu wrogów (bardzo poróżnili się np. z Lemonnierem; był też krytykowany za poparcie kandydatury Napoleona na członka Francuskiej Akademii Nauk).
W 1763 roku został członkiem Royal Society.
Na przełomie lat 1765 i 1766 Lalande był we Włoszech. Relację z podróży opublikował w 1769 r., a następnie udał się do Anglii. Szczególnie interesowały go znajdujące się w Greenwich sławne z niezwykłej dokładności zegary Harrisona, pozwalające ustalać dokładnie położenie angielskich statków na morzu.
W 1768 roku został członkiem loży masońskiej Wielkiego Wschodu Francji (Grand Orient de France).
Wielką sławę przyniosła Lalandowi publikacja, wymagająca wieloletnich obserwacji i obliczeń, opisująca przejście Wenus na tle tarczy Słońca w latach 1761–1769. W zebraniu potrzebnych danych służył mu pomocą James Cook ze swoją ekspedycją na okręcie Endeavour oraz przeprowadzający pomiary na Tahiti w czerwcu 1769 r. Charles Green. Przy okazji Lalande na nowo obliczył wartość jednostki astronomicznej i wyszło mu, że średnia odległość Ziemi od Słońca wynosi 153 000 000 km (dzisiaj wiemy, że jest to niespełna 149 600 000 km).
Po 1778 r. Lalande zmienił swoje zainteresowania, poświęcając się hydrologii. Zredagował trzyczęściowe opracowanie poświęcone ogólnie pojętej, współczesnej i historycznej problematyce żeglugi śródlądowej Des Canaux de Navigation, et spécialement du Canal de Languedoc. Jako trzecią część wydał przykładowe opracowanie budowy tzw. kanału środkowego. Wraz z zakonnikiem Henri Grégoire ("Abbé Grégoire") uruchomił usługowe Bureau des longitudes.
Od 1795 r. Lalande kierował obserwatorium astronomicznym w Paryżu. W 1801 roku ukończył wielotomową publikację Histoire céleste française - katalog obejmujący ponad 47 tys. gwiazd. W tej publikacji pomagali mu: nieślubna córka Amélie Harlay oraz – jak zwykle – siostrzeniec Michel Lalande.
Lalande był ogólnie znany ze swych ateistycznych poglądów. Wydał nawet w 1799 r. Podręcznik dla ateistów, czym zyskał sobie uznanie Napoleona. Wkrótce jednak popadł w niełaskę, gdyż Bonaparte zaczął zabiegać o poparcie Kościoła.

### Zasługi i upamiętnienie
Przygotował ok. 250 haseł z dziedziny astronomii, miernictwa i wolnomularstwa do Wielkiej Encyklopedii Francuskiej, przygotowywanej przez Diderota i d’Alemberta. Uczestniczył w przygotowaniu kalendarza republikańskiego. Przygotowane przez niego tablice logarytmiczne były w użyciu jeszcze do początku XX wieku.
Swoją działalnością i publikacjami przyczynił się wielce do popularyzacji astronomii. Wyrazem tego może być żartobliwy wierszyk z epoki: 
Oui, de vous, landerirette,

Monsieur De Lalande rira.

Quand elle vous tombera,

Sur la tête, la Comète!
(W wolnym tłumaczeniu: Nie ma co się śmiać z cudzych upadków patrząc uważnie pod swoje nogi. I tak ostatni śmiać się będzie pan Lalande, gdy padniesz trafiony w głowę kometą!)
W 1802 r. Lalande ustanowił nagrodę swojego imienia za najlepsze prace o tematyce astronomicznej. Do dziś nadaje ją Francuska Akademia Nauk. 
Na jego cześć nazwy otrzymały: gwiazda Lalande 21185 (czerwony karzeł w gwiazdozbiorze Wielkiej Niedźwiedzicy) oraz księżycowy krater Lalande.
Jego nazwisko pojawiło się na liście 72 nazwisk na wieży Eiffla.

## Najważniejsze publikacje

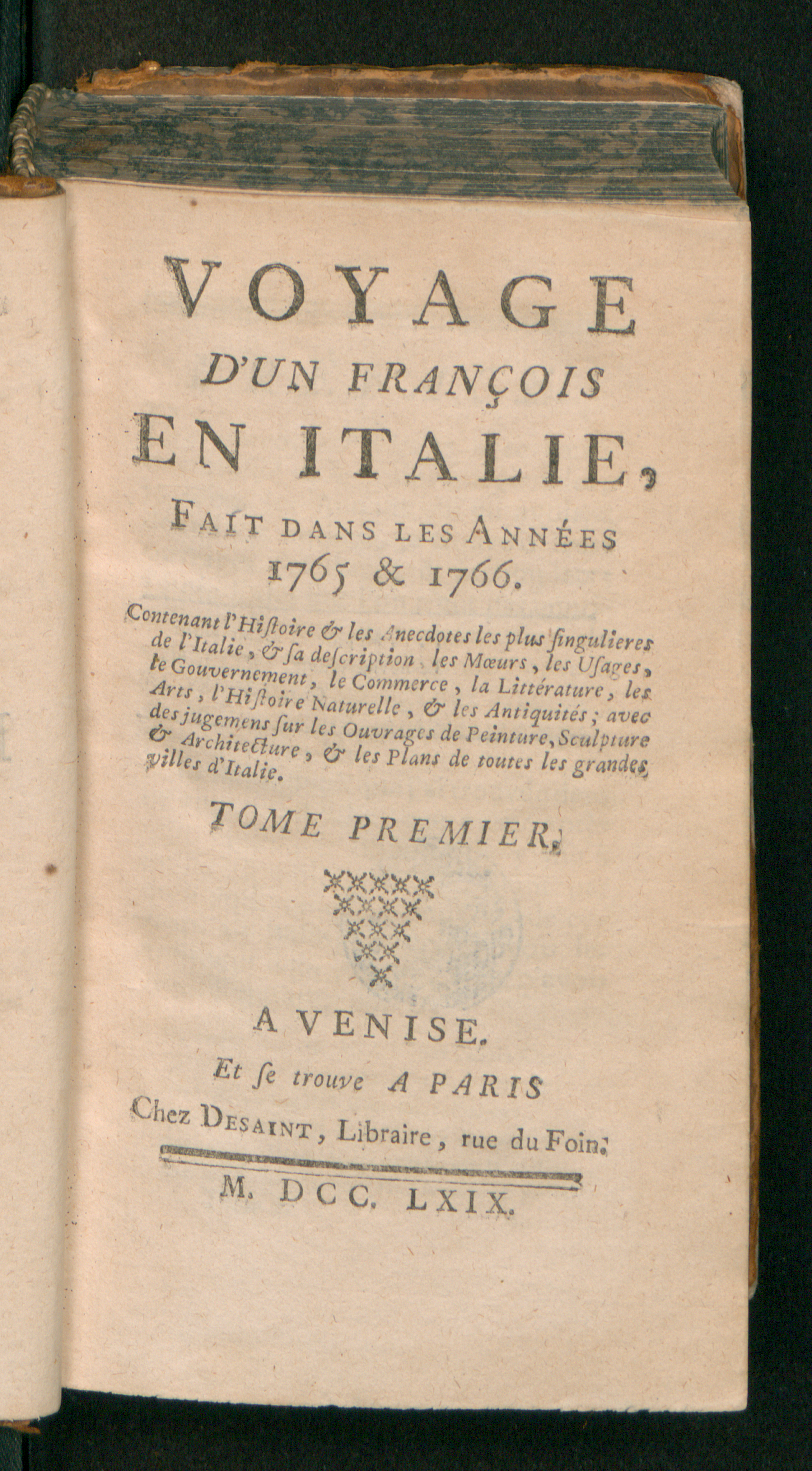
Voyage d'un françois en Italie, fait dans les années 1765 et 1766. Tome premier, 1769

- Traité d’astronomie (1764, dwa tomy, 13 edycja z 1792 r. miała 3 tomy)
- Astronomie des dames (1785)
- Abrégé de navigation (1793)
- Histoire céleste française (1801)
- Bibliographie astronomique (1803)
- Voyage d’un français en Italie (1769), compte rendu de son voyage en 1765–1766
- Des Canaux de Navigation, et spécialement du Canal de Languedoc (1778)

Wśród prac naukowych Francuskiej Akademii Nauk pozostawił ok. 150 artykułów. 
Ponadto był redaktorem rocznika astronomicznego Connoissance de temps w latach 1759–1774 oraz ponownie w latach 1794–1807. Napisał posłowie do dwutomowego dzieła Montucla Histoire des mathématiques (1802).